# Panama (province)
Pour les articles homonymes, voir Panama (homonymie).
Ne doit pas être confondu avec Panama Ouest (province).
Panama est une province majeure du Panama, sa capitale qui est également la capitale du pays est la ville de Panamá. Le gouverneur de la province depuis 2006 est Gladys Bandiera.
Depuis le 1er janvier 2014, une partie de l'ancien territoire de cette province a été séparé pour former la nouvelle province de Panama Ouest.

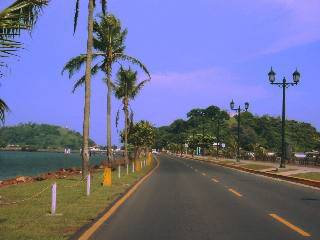
Chaussée d'Amador

## Districts
La province est divisée en 6 districts divisés en plusieurs corregimientos. Sa capitale est la ville de Panama.
| District de Balboa - La Ensenada (es) - La Esmeralda (es) - La Guinea (es) - Pedro González (es) - San Miguel (es) - Isla de Saboga (es) | District de Chepo - Canita (es) - Chepillo (es) - Chepo - El Llano (es) - Las Margaritas - Santa Cruz de Chinina (es) - Kuna de Madugandí - Torti | District de Chimán - Brujas (es) - Chimán - Gonzalo Vasquez (es) - Pasiga (es) - Union Santena (es) |

| District de Panamá - 24 de Diciembre (es) - Alcalde Diaz - Ancon - Bethania (es) - Bella Vista (es) - Calidonia (es) - Caimitillo - Chilibre - Curundu (es) - Don Bosco (es) - El Chorrillo (es) - Ernesto Córdoba Campos - Juan Díaz (es) - Las Cumbres - Las Garzas (es) - Las Mananitas (es) - Pacora - Parque Lefevre (es) - Pedregal - Pueblo Nuevo (es) - Rio Abajo) (es) - San Felipe (es) - San Francisco (es) - San Martín (es) - Santa Ana (es) - Tocumen | District de San Miguelito - Amelia Denis de Icaza (es) - Arnulfo Arias (es) - Belisario Frías (es) - Belisario Porras (es) - José Domingo Espinar (es) - Mateo Iturralde (es) - Omar Torrijos (es) - Rufina Alfaro (es) - Victoriano Lorenzo (es) | District de Taboga - Isla de Taboga - Otoque Occidente (es) - Otoque Oriente (es) |